# MCH
MCH (eng. mean corpuscular hemoglobin ili mean cell hemoglobin) predstavlja prosječnu
masu hemoglobina po crvenom krvnom zrncu (eritrocitu). Dio je
standardne krvne slike. MCH je smanjen u slučaju hipokromne anemije.

## Izračun i referentni interval
MCH se izračuna tako da se ukupna masa hemoglobina podijeli brojem eritrocita u obujmu krvnog uzorka.
MCH=(Hgb*10)/RBC
RBC (eng. red blood cell) - eritrocit
Referentni interval je 27,4-33,9 pikogram/eritrocitu.
U SI sustavu iterval je 1,68-1,92 fmol/eritrocitu.